# Fight Club
Fight Club (El club de lluita) és una pel·lícula de 1999 basada en la novel·la de Chuck Palahniuk, Club de lluita. Fou dirigida per David Fincher i protagonitzada per Brad Pitt, Edward Norton, i Helena Bonham Carter. El film compta amb una banda sonora original (BSO) a càrrec del grup The Dust Brothers. El 23 de juny de 2004, Fight Club se'n va fer un musical, adaptat per Palahniuk, Fincher, i Trent Reznor. El videojoc de Fight Club fou llançat l'octubre de 2004 però fou durament criticat pels aficionats del llibre i de la pel·lícula, que hi veuen un producte merament comercial.
Quan es va estrenar no va tenir succés, ni de la crítica i ni tampoc del públic, però amb els anys es va convertir una pel·lícula de culte.

## Argument
La trama gira al voltant d'un narrador sense nom (representat per l'actor Edward Norton i designat com a Jack per a molts seguidors de la pel·lícula, perquè Tyler Durden s'hi refereix d'aquesta manera en una ocasió). «Jack» és un pèrit en la reconstrucció d'accidents de trànsit per a una companyia d'automòbils molt important. Com que pateix severs atacs d'insomni, comença a anar a grups d'ajuda (un dels quals és un grup de supervivents de càncer testicular), comença a utilitzar les reunions per relaxar-se emocionalment. Gràcies a això reïx dormir novament. Però aquesta pau no li dura gaire, car una dona fa exactament el mateix que ell, fer-se passar per malalta perquè els assistents a aquestes reunions d'ajuda li donin l'atenció que tota la seva vida li ha negat. Aquesta dona es diu Marla Singer i començarà a fer estralls en la vida del protagonista. D'altra banda, Jack ha perdut el seu apartament en un dantesc incendi, i demana ajuda a Tyler Durden, el qual li ensenya que fer sabó és increïblement semblant a fer dinamita. I amb moltes idees revolucionàries i anticulturals comencen el club de lluita: dos homes preparats per lluitar, ningú no intervé fins que un es dona per vençut. La pel·lícula va obtenir una candidatura a l'Oscar a la millor edició de so el 1999.

## Repartiment
- Edward Norton - Narrador / Jack
- Brad Pitt - Tyler Durden
- Helena Bonham Carter - Marla Singer
- Meat Loaf - Robert 'Bob' Paulson
- Zach Grenier - Richard Chesler
- Richmond Arquette
- David Andrews - Thomas
- George Maguire
- Eugenie Bondurant
- Christina Cabot
- Sydney 'Big Dawg' Colston
- Rachel Singer - Chloe
- David Lee Smith - Walter
- Holt McCallany - Mecànic
- Eion Bailey - Ricky
- Evan Mirand - Steph
- Jared Leto - Angel Face, un jove recluta i membre del Projecte Maihem
- Peter Iacangelo - Lou
- Thom Gossom Jr. - Detectiu Stern

## Diferències entre la novel·la i la pel·lícula
Encara que el guió és molt similar a la novel·la i se'n fan servir una part grossa dels diàlegs, a la pel·lícula s'han fet alguns canvis significatius.
- Moltes de les frases preses de la novel·la i adaptades a la pel·lícula, són dites per diferents personatges. És probable que això sigui degut al fet que el narrador té més frases a la novel·la que els altres personatges, encara que les frases dels altres personatges també poden haver canviat. Així, a un cert moment, Tyler fa un discurs que a la novel·la fa un mecànic.
- La història de vida de Tyler també es desenvolupa de manera diferent en el film, mentre se'l veu sovint a la novel·la, el seu desenvolupament és esmentat en retrospectiva pel narrador.
- A la pel·lícula el narrador coneix Tyler en un avió, en comptes d'una platja nudista.
- El narrador llegeix històries sobre Jack a la pel·lícula, que es diu Joe a la novel·la. El nom va ser canviat per conflictes amb la revista Reader's Digest sobre l'ús del nom (els articles llegits pel narrador van ser oferts a la revista).
- La frase de Marla després de mantenir relacions sexuals amb Tyler va ser «Vull tenir un avortament teu» a la novel·la. A la pel·lícula la frase va esdevenir: «No m'havien cardat d'aquesta manera des de l'escola primària». De tota manera, l'escena original va ser filmada i es pot veure en les escenes esborrades del DVD.
- La primera enfornada de sabó entre el narrador i Tyler, es fa del greix pres en una clínica de liposucció, no com en el llibre, on el greix prové de la mare de Marla.
- Al final, el protagonista s'ha adonat que Tyler és una personalitat desenvolupada per ell mateix, i que ha teixit una xarxa d'influències prou forta per posar-los en perill no sols ell mateix, sinó milers de persones. Llavors decideix suïcidar-se amb un tret al cap. A la novel·la, se suïcida i les últimes imatges que es llegeixen són de la seva vida després de la mort; a la pel·lícula, la bala no el mata, i continua la seva relació amb Marla Singer.

## Detalls
- Winona Ryder i Courtney Love van ser les principals candidates per interpretar Marla Singer.
- Brad Pitt va pressionar la producció perquè s'eliminés una frase de la pel·lícula que assegurava anava a portar-li problemes amb la seva mare si la deia la seva companya de repartiment, Helena Bonham Carter, a la pel·lícula: «Vull que em deixis embarassada, vull tenir el teu avortament».
- El cantant Meat Loaf interpreta el paper de Bob.
- Tots els mobles d'Ikea i els seus preus que apareixen quan Edward Norton camina per l'apartament són reals.
- La pel·lícula inclou fragments de pel·lícules pornogràfiques, així com quatre plans d'un únic fotograma amb Brad Pitt, introduïts per obtenir un efecte subliminal.
- Per a interpretar a Marla, Helena Bonham Carter es va inspirar en els últims i més tristos anys de l'actriu i cantant Judy Garland.
- En el DVD, el missatge d'advertència de l'FBI és reemplaçat per un missatge de Tyler.
- El vocalista de la banda Live, Ed Kowalczyk, fa un petit paper de mesader.
- El filòsof anarcoprimitivista nord-americà John Zerzan considera Fight Club com una pel·lícula que reflecteix l'augment de la consciència alternativa i del pensament anticultural.[2]
- A la pel·lícula, Tyler es dedica a treballar en una sala de projecció, i, per riure's del públic insereix fotogrames pornogràfics als rotlles de pel·lícules. En aquest film hi ha inserit un fotograma d'un gran penis de manera gairebé subliminal en el moment en què es produeixen les explosions, al final de la cinta.

## Producció

### Desenvolupament
L'any 1996 es va publicar la novel·la Fight Club, escrita per Chuck Palahniuk, i abans d'això, un treballador de Fox Searchlight Pictures va enviar una versió preliminar de l'obra al creatiu de la companyia, Kevin McCormick. Ell va manar que es revisés el llibre per a veure les possibilitats de fer una adaptació cinematogràfica, però, finalment, es va desestimar. Posteriorment, McCormick va enviar-lo als productors Lawrence Bender i Art Linson, que també ho van desestimar. No obstant això, Josh Donen i Ross Bell van veure-hi potencial i van expressar el seu interès, fet pel qual van arreglar unes lectures no remunerades del guió amb actors per a determinar la seva longitud. Els productors van tallar-ne seccions per a reduir el temps d'execució, que en el moment inicial era de gairebé sis hores, i després van gravar la versió curta dels diàlegs. Bell va enviar el resultat a Laura Ziskin, cap de Fox 2000, qui, després d'escoltar la cinta, va comprar els drets de la novel·la a Palahniuk per 10.000 dòlars.
Ziskin, inicialment, va considerar contractar Buck Henry per a escriure l'adaptació, ja que trobava en Fight Club certes similituds amb la pel·lícula en la qual també va treballar El graduat (1967). Jim Uhls va pressionar a Donen i Bell per a encarregar-se ell mateix de la tasca, i, finalment, el van escollir per sobre de Henry. D'altra banda, Bell va mantenir contactes amb fins a quatre directors, i d'entre tots ells va considerar Peter Jackson com la millor opció, però ell estava ocupat en el rodatge de The Frighteners (1996) a Nova Zelanda. David Fincher va arribar a intentar comprar els drets de la novel·la i va parlar amb Zinskin sobre dirigir la cinta, i, tot i que al principi va tenir dubtes d'acceptar treballar per a 20th Century Fox -per una mala experiència a l'hora de dirigir Alien 3 (1992)-, es va reunir amb el director de l'estudi, Bill Mechanic, per a arreglar els malentesos. L'agost de 1997, l'empresa va anunciar que finalment seria ell l'encarregat d'adaptar la novel·la al cinema.

### Rodatge
Els directius de l'estudi, Mechanic i Ziskin, van pensar en un pressupost inicial de 23 milions de dòlars per al financiament, però, a l'inici de la producció, va augmentar fins els 50 milions. New Regency va pagar la meitat, tot i que, durant la filmació, el projecte va pujar fins els 67 milions, fet pel qual el directiu i productor executiu Arnon Milchan va demanar a Fincher que reduís els costos com a mínim en 5 milions. El director es va negar, i Milchan va respondre a Mechanic amb l'amenaça d'abandonar el projecte, pel qual Mechanic va buscar reafirmar el seu recolzament enviant-li cintes de les parts filmades. Després de veure tres setmanes de rodatge, Milchan va restablir el finançament de New Regency, i el pressupost final va quedar fixat en una xifra propera als 63 milions de dòlars.
Les escenes de lluita estan coreografiades i es va requerir que els actors ho "donessin tot" per a capturar efectes realistes tal com ser apallissats. La maquilladora Julie Pearce, qui havia treballat pel director a The Game (1997), va estudiar diversos combats d'arts marcials mixtes i boxa per a retratar als lluitadors de forma precisa. Així doncs, va dissenyar una orella per a representar la pèrdua de cartílag, citant com inspiració la lluita en què Mike Tyson li va arrancar un tros d'orella a Evander Holyfield. Els maquilladors van dissenyar dos mètodes per a crear suor al moment: vaporitzant aigua mineral sobre una capa de vaselina i utilitzant l'aigua sense adulterar per al "suor mullat". Loaf (que interpreta el paper d'un lluitador amb ginecomàstia) va utilitzar un arnés de més de 40 kg per a simular els pits per al paper, a la vegada que va emprar sabates amb alces d'uns 20 centímetres en la seva escena amb Norton per a semblar més alt.